# Bothromus gibbus
Bothromus gibbus är en stekelart som beskrevs av Henry Keith Townes, Jr. 1959. Bothromus gibbus ingår i släktet Bothromus och familjen brokparasitsteklar. Inga underarter finns listade.